# Peeping Tom (danstheatercollectief)
Peeping Tom is een danstheatercollectief uit België met Gabriela Carrizo (Argentinië), Franck Chartier (Frankrijk), Simon Versnel (Nederland) en Eurudike De Beul (België) als kernleden.

## Collectief
De kernleden zijn sinds het midden van de jaren 1990 actief in de Vlaamse dans- en theaterwereld. Versnel, opgeleid als klassiek zanger, acteerde in Needcompany-producties van regisseurs Jan Lauwers en Grace Ellen Barkey. Chartier begon zijn carrière in Brussel bij Maurice Béjart en vertrok met hem naar Lausanne. Hij werkte ook nog met Angelin Prejlocai alvorens hij terugkeerde naar België, waar hij betrokken was in producties van Needcompany en Les Ballets C de la B van Alain Platel. Ook Carrizo werkte mee aan producties van Alain Platel, en aan 'Images of affection' van Jan Lauwers/Needcompany. Mezzo-sopraan Eurudike De Beul was onder meer actief bij les ballets C de la B (Alain Platel), Theatre Cryptic (Scotland), Theatercompagnie Amsterdam, Muziektheater Transparant, Viktoria, Muziek Lod, theater zwarte sneeuw, Blauw, Walpurgis en KoudVuur.

## Producties
Het danstheater van Peeping Tom toont zowel het banale als het mysterieuze binnen een verhaal dat sterk wordt bepaald door groteske decors. Het spel loopt van theater naar dans of muziek of is er een combinatie van. De voorstelling 'Caravana' uit 1999 was de eerste gezamenlijke productie van Franck Chartier en Gabriela Carrizo, die daarna leidde tot de oprichting van het collectief. Daarna volgden 'Une vie inutile', 'Le jardin', 'Le salon', 'Le Sous Sol' en '32, rue Vandenbranden'. Alle voorstellingen waren internationale coproducties en hadden uitgebreide tournees.

### Caravana
In december 1999 creëerde Peeping Tom Caravana, een ‘road-piece’ aan boord van een campingcar. Hierna besloten de deelnemers een collectief samenwerkingsverband op te richten.

### Une vie inutile
'Une vie inutile' (2000) was het vervolg op 'Caravana'. In tegenstelling tot dat stuk dat zich afspeelde in een mobilehome speelden ze met 'Une vie inutile' in de theaters.

### Le jardin
'Le jardin' (2002) is het eerste stuk waarbij Simon Versnel zich heeft aangesloten bij het collectief. Het stuk voegde film, dans en theater samen en bestond uit twee delen. Het eerste deel laat een film zien die opgenomen is in een Afrikaanse nachtclub in Brussel waar een cabareteske sfeer heerst met buitenissige personages. Deel twee speelt zich af op het podium, in een tuintje waarin de performers worstelen met gevoelens van verlangen en schaamte.

### Le salon
'Le salon' (2004) speelt zich af in het salon van een voormalige voorname familie, die haar levenskracht en illusies achter zich heeft gelaten en nu machteloos toeziet hoe hun leefplek wordt geïnfiltreerd door buitenstaanders. Muziek levert een belangrijke bijdrage met zang van mezzosopraan Eurudike De Beul. De film 'Le salon de musique' van Satyajit Ray diende als inspiratiebron.

### Le sous-sol
'Le sous-sol' (2007) is het afsluitende stuk van wat is verworden tot een trilogie - tezamen met de twee voorgaande producties. De trilogie richtte zich op familierelaties tussen generaties.

### 32 rue Vandenbranden
Voor '32 rue Vandenbranden' (2009) treedt het duo Gabriela Carrizo en Franck Chartier op als regisseur-choreograaf. De cast bestaat vijf nieuwe dansers, naast ook weer mezzosopraan Eurudike De Beul. Het stuk speelt zich af in een koud, winderig berglandschap met her en der verloederde barakken om te schuilen en het stelt de vraag centraal wat isolement doet met de sociale omgang van de mensen. De hoogbejaarde danseres Maria Otal maakte aanvankelijk ook deel uit van de cast, maar overleed op 17 november 2009, waarna deze voorstelling aan haar werd opgedragen.

### A louer
'A louer' (2011) werd geregisseerd door het duo Gabriela Carrizo en Franck Chartier. op 15 oktober 2011 ging het in première in de KVS. Daarna ging het uitgebreid op tournee doorheen Europa, in Japan en Korea. In 2012 werd het stuk geselecteerd voor het Vlaams-Nederlandse Theaterfestival. Een jaar later, in 2013, sleepte het stuk een nominatie binnen voor de Ubu Awards in Italië in de categorie “Best Foreign Language Performance” van het seizoen 2012-2013. In 2015 werd de productie genomineerd voor een Premio de la Crítica in Barcelona (ES) in de categorie 'Beste internationale dansvoorstelling'.

### Vader
'Vader' (2014), geregisseerd door Frank Chartier, is het eerste luik in de familietrilogie 'Vader' (2014), 'Moeder' (2016) en 'Kind' (2019). De voorstelling speelt zich af in een bejaardentehuis en stelt de figuur van de vader en zijn langzaam verval centraal. 'Vader' won in 2014 een Premio de la Critica Barcelona in de categorie 'Best International Dance Production' en werd in 2015 werd, evenals eerder al 'A louer', geselecteerd voor Het Theaterfestival.

### Moeder
'Moeder' (2016) is het tweede deel in de familietrilogie en werd geregisseerd door Gabriela Carrizo. Het stuk speelt zich af in een soort van moedermuseum. Ditmaal staat dus de moederfiguur cenrtaal, in al haar vormen en facetten.

### Kind
In 2019 zal het laatste luik van de trilogie, 'Kind', in première gaan. Ditmaal zullen Frank Chartier en Gabriela Carrizo opnieuw samen de regisseursrol op zich nemen. De creatie van deze voorstelling is voorzien tussen herfst 2018 en lente 2019.